# Regiunea Kara, Togo
Regiunea Kara este una dintre cele 5 unități administrativ-teritoriale de gradul I ale Togo. Cuprinde un număr de 6 prefecturi:
- Assoli
- Bassar
- Bimah
- Dankpen
- Doufelgou
- Kéran
- Kozah